# Leichtathletik-Weltmeisterschaften 1991/Teilnehmer (Namibia)
| Gelbes Symbol für Goldmedaillen mit stilisierten Olympischen Ringen | Graues Symbol für Silbermedaillen mit stilisierten Olympischen Ringen | Braundes Symbol für Bronzemedaillen mit stilisierten Olympischen Ringen |
| ------------------------------------------------------------------- | --------------------------------------------------------------------- | ----------------------------------------------------------------------- |
| —                                                                   | 1                                                                     | —                                                                       |

Der Leichtathletikverband von Namibia hat an den Leichtathletik-Weltmeisterschaften 1991 in Tokio mit zwei Athleten teilgenommen und gewann eine Silbermedaille. 

## Medaillengewinner
| Medaille | Athlet             | Disziplin |
| -------- | ------------------ | --------- |
| Silber   | Frankie Fredericks | 200 m     |

## Teilnehmer

### Frauen

#### Wurfdisziplinen
| Athletin         | Disziplin  | Vorlauf | Vorlauf | Halbfinale | Halbfinale | Finale | Finale |
| Athletin         | Disziplin  | Weite   | Platz   | Weite      | Platz      | Weite  | Platz  |
| ---------------- | ---------- | ------- | ------- | ---------- | ---------- | ------ | ------ |
| Wilna Bredenhann | Diskuswurf | 43,60 m | 15      | DNQ        | DNQ        | DNQ    | DNQ    |

### Männer

#### Laufdisziplinen
| Athletin         | Disziplin | Vorlauf | Vorlauf | Viertelfinale | Viertelfinale | Halbfinale | Halbfinale | Finale  | Finale |
| Athletin         | Disziplin | Zeit    | Platz   | Zeit          | Platz         | Zeit       | Platz      | Zeit    | Platz  |
| ---------------- | --------- | ------- | ------- | ------------- | ------------- | ---------- | ---------- | ------- | ------ |
| Frank Fredericks | 100 m     | 10,21 s | 1       | 9,89 s        | 1             | 10,02 s    | 2          | 9,95 s  | 5      |
| Frank Fredericks | 200 m     | 20,70 s | 1       | 20,41 s       | 1             | 20,27 s    | 2          | 20,34 s | Silber |